# Joujuu Senjin!! Mushibugyo
Mushibugyo (ムシブギョー, Mushibugyō) es un manga escrito e ilustrado por Hiroshi Fukuda. Una segunda serie, Jōjū Senjin!! Mushibugyō, que es un recuento de la serie original, se publicó entre 2011 y 2017. Una adaptación a anime producida por Seven Arcs se emitió en TV Tokyo desde el 8 de abril hasta el 30 de septiembre de 2013, contando con 26 episodios. Además, se lanzaron tres OVAs entre 2014 y 2015.

## Argumento
La historia se desarrolla en un Edo alternativo, alrededor de 100 años en el pasado, donde insectos gigantes conocidos como "Mushi" atacan a la población. Para contrarrestar esta amenaza, el shogunato establece la Magistratura Mushi (Mushibugyō), una unidad especial compuesta por guerreros con habilidades excepcionales para combatir a estos insectos. El protagonista, Jinbei Tsukishima, es un joven y entusiasta samurái que se une a la Magistratura para reemplazar a su padre, buscando restaurar el honor de su familia.

## Personajes

### Magistratura Mushi
- Jinbei Tsukishima (月島 仁兵衛, Tsukishima Jinbei):

Voz por: KENN
El personaje principal y el miembro más reciente del Mushibugyō. A pesar de ser inexperto, su determinación y espíritu inquebrantable lo ayudan a ganarse el respeto de sus compañeros. Es hijo de un samurái que se vio obligado a sacrificarse, y Jinbei busca redimir el honor familiar.
- Mugai (無涯):

Voz por: Takuma Terashima
El guerrero más poderoso del Mushibugyō. Es un espadachín excepcional con una fuerza sobrehumana. Antiguo líder de los Mushikari (Cazainsectos), se une al Mushibugyō por razones desconocidas.
- Hibachi (火鉢):

Voz por: Rumi Ōkubo
Una ninja especializada en explosivos. Busca demostrar su valía como sucesora de las técnicas de su abuelo. Inicialmente admira a Mugai, pero desarrolla sentimientos por Jinbei.
- Shungiku Koikawa (恋川 春菊, Koikawa Shungiku):

Voz por: Takuya Eguchi
Conocido como el "Asesino 99", se une al Mushibugyō en busca de redención. Tras vengar la muerte de su madre, cambia su título a "Asesino 100".
- Tenma Ichinotani (一乃谷 天間, Ichinotani Tenma):

Voz por: Yū Serizawa
El miembro más joven, un onmyōji capaz de invocar poderosas criaturas para el combate.
- Kotori Matsunohara (松ノ原 小鳥, Matsunohara Kotori):

Voz por: Mamoru Miyano
El enigmático comandante del Mushibugyō. Sus habilidades y conocimientos son un misterio.
- Kuroageha (黒揚羽):

Voz por: Megumi Han
La Magistrada del Mushibugyō, también conocida como la "Mariposa Negra". Su cuerpo produce un veneno letal, y su poder se manifiesta en forma de alas de mariposa oscuras.

### Otros Personajes
- Haru (春):

Voz por: Satomi Akesaka
Una joven dueña de un restaurante que se convierte en la primera amiga de Jinbei en Edo y desarrolla sentimientos por él.
- Nagatomimaru (長福丸):

Voz por: Jun Fukuyama
Un erudito enmascarado, amigo de Jinbei. En secreto, es el hijo del Shogun y heredero al trono.
- Datos: Q3565008